# Catops fuscus
Catops fuscus är en skalbaggsart som först beskrevs av Georg Wolfgang Franz Panzer 1794.  Catops fuscus ingår i släktet Catops, och familjen mycelbaggar. Enligt den finländska rödlistan är arten sårbar i Finland. Arten är reproducerande i Sverige. Artens livsmiljö är byggnader.

## Bildgalleri

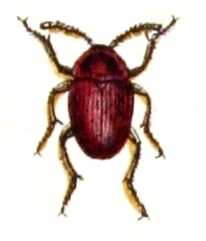
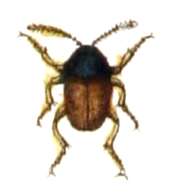